# Layne Beachley
Layne Collette Beachley (OA 24 de maio de 1972, Sydney, Nova Gales do Sul) é uma ex surfista profissional australiana que ganhou em sete ocasiões o ASP World Tour.

## Biografia
Aos quatro anos começou a surfar com a ajuda de seu pai adoptivo, um nadador-salvador de Manly Beach. Aos 14 anos participou no seu primeiro campeonato de surf e converteu-se em profissional depois de terminar os seus estudos secundários, em 1989. Ganhou o seu primeiro evento em 1993 e a partir daí foi ascendendo na classificação mundial. Em 1994 foi quarta, em 1995 segunda, em 1996 terça e em 1997 segunda novamente. Em 1998 ganhou cinco dos 11 eventos, proclamando-se campeã do mundo pela primeira vez. Em 1999 teve uma lesão no joelho, mas ganhou quatro dos 14 eventos disputados da dita temporada, obtendo o seu segundo título mundial. No ano seguinte voltou a ganhar quatro provas das 9 disputadas, ganhando o seu terceiro título consecutivo. Em 2001 e 2002 também obteve o título, ainda que só ganha-se dois eventos, um a cada ano. Com o título de 2002 converteu-se na surfista com mais títulos na história, superando a Frieda Zamba, Wendy Botha e Lisa Anderson, que tinham quatro títulos a cada uma. Em 2003 ganhou em duas ocasiões dos 5 eventos, obtendo o seu sexto título mundial consecutivo.
Em 2004 terminou em quarta posição e em 2005 em quinta. Na oitava e última prova do ASP World Tour de 2008 anunciou que se retirava da competição a tempo completo, depois de ter terminado em quarto lugar da classificação final com 5210 pontos. A partir de então começou a participar no campeonato Mundial ISA em categoria master (para maiores de 35 anos).
Em junho de 2016 anunciou que tinha padecido uma doença mental antes de ganhar o seu sétimo campeonato do mundo e tinha pensado em suicidar-se, apesar de que aparentemente não lhe faltava nada. Tinha tido sentimentos de desespero devido a ser abandonada pela sua mãe biológica depois do parto. Depois de deixar a alta competição foi vice presidenta da Associação Internacional de Surf, fazendo parte do comité executivo. Também tem realizado palestras motivacionais, e é a fundadora e directora da Fundação Aim For The Stars. Em 2015 foi nomeada presidenta da Federação Australiana de Surf.

## Palmarés
- 7 vezes campeã do Mundo do ASP World Tour.
- Campeã do Mundo Mestres em 2013.
- Ordem da Austrália em 2015.[9]
- Terceira no top 100 da lista de desportistas australianos de todos os tempos.[10]
- Finalista nos prêmios Westpac Thought Leaders em 2014.[11]
- Sétimo surfista australiano mais influente dos últimos 50 anos (2013).[12]

## Filmografia
- 2000 Peaches: The Core of Women's Surfing
- 2002 No fio das ondas
- 2002 Women of the Beach (filme de televisão documentária)
- 2003 Billabong Odyssey (documentária)
- 2003 Step Into Liquid (documentária)
- 2003 Enough Rope with Andrew Denton (série de televisão)
- 2003 The Modus Mix (video documentário)
- 2004 Girl Surfer (filme de televisão documentária)
- 2004 110% Tony Squires (série de televisão)
- 2004 Islands in the Stream (video documentário)
- 2005-2010 20 to 1 (série de televisão documentária)
- 2005 Getaway (série de televisão)
- 2005 You Remind Me of Me (video documentário curto)
- 2006 David Tench Tonight (série de televisão)
- 2006 Hypothetically Speaking (video documentário curto)
- 2008 Mornings with Kerri-Anne (série de televisão)
- 2008 Newcastle
- 2008 Undercover Coach (série de televisão)
- 2009 Dancing with the Stars (série de televisão)
- 2010 Beat the Star (série de televisão)
- 2010 BlueGreen
- 2010 Going Vertical: The Shortboard Revolution (documentário)
- 2010 Acidental Icon: The Real Gidget Story
- 2011-2013 Can of Worms (episódios 3.14 e 1.4) (série de televisão)
- 2011 Top Gear Austrália (série de televisão documentária)
- 2012 Pictures of You (série de televisão)
- 2015 Soul Surfers (Finding Aloha) (série de televisão)
- 2015 Austrália: The Story of Us (Revolution e Risky Business) (série de televisão documentária)
- 2016: In Conversation with Alex Malley (série de televisão)